# Kargat (Fluss)
Der 387 km lange Kargat (russisch Каргат) ist ein rechter Nebenfluss des Tschulym im Westsibirischen Tiefland (Russland, Asien).
Der Kargat entsteht im Südteil der Wassjugan-Sümpfe bei 143 m. Er fließt – immer auf dem Territorium der Oblast Nowosibirsk – in südwestlicher Richtung durch die Barabasteppe im Südostteil des Westsibirischen Tieflandes und mündet schließlich nur wenig östlich des Tschanysees in den Tschulym (bei etwa 110 m).
Das Einzugsgebiet des Kargat umfasst 7.200 km². Durch Verdunstung und Versickerung nimmt die Wasserführung im Unterlaufe des Flusses ab und beträgt beim Dorf Nischni Kargat, 36 km von der Mündung entfernt, nur noch  8,54 m³/s. Im Unterlauf ist der Fluss etwa 30 m breit, 2 m tief, die Fließgeschwindigkeit beträgt 0,1 m/s. Der Kargat hat keine größeren Nebenflüsse.
Am Mittellauf des Flusses liegt die Stadt Kargat, wo der Fluss von der Transsibirische Eisenbahn und der Fernstraße R254 (ehemals M51) überquert wird.
Der Kargat gefriert von November bis in die zweite Aprilhälfte.